# ICQ
ICQ là một chương trình máy tính nhắn tin tức thì lần đầu tiên được Mirabilis, một công ty Israel phát triển và phổ biến vào năm 1996. Tên ICQ viết tắt của "I Seek You"- Tôi tìm kiếm bạn. Quyền sở hữu của nó đã được chuyển qua AOL vào năm 1998 và chuyển qua Tập đoàn Mail.Ru trong năm 2010.
Các ứng dụng client ICQ và dịch vụ ban đầu được phát hành vào tháng 11 năm 1996, hoàn toàn miễn phí. Người dùng có thể đăng ký một tài khoản và sẽ được chỉ định một con số giống như một số điện thoại, thông qua con số này những người khác để có thể liên hệ với họ (người dùng cũng có thể cung cấp nhiều số khác nhau). ICQ là chương trình máy tính nhắn tin tức thì chạy độc lập trực tuyến đầu tiên đồng thời cũng là dịch vụ tin nhắn tức thời - trong khi việc chat thời gian thực không phải là mới trên internet (IRC là nền tảng hỗ trợ chat trực tuyến phổ biến nhất vào thời điểm đó). ICQ mở ra khái niệm về một dịch vụ hoàn toàn tập trung với tài khoản người dùng cá nhân riêng biệt, tập trung vào các cuộc trò chuyện tay đôi, đã tạo ra thiết kế chi tiết cho các phần mềm chat trực tuyến sau đó như AIM, và ảnh hưởng của nó vẫn còn trong các ứng dụng truyền thông xã hội hiện đại.
Lúc cao điểm khoảng năm 2001, ICQ có hơn 100 triệu tài khoản đăng ký. Tại thời điểm Mail.Ru mua lại ICQ trong năm 2010, đã có khoảng 42 triệu người sử dụng ICQ hàng ngày.